# Войцек (фильм)
«Войцек» (нем. Woyzeck) — кинофильм Вернера Херцога с Клаусом Кински в главной роли. Экранизация знаменитой пьесы Георга Бюхнера — первой в европейской литературе «мещанской трагедии», действие которой происходит «на дне». В её основу положена реальная история Иоганна Кристиана Войцека, обезглавленного в Лейпциге в 1824 году за убийство сожительницы.

## Сюжет
Главный герой, Войцек (Клаус Кински), — типичный «маленький человек». В сорок лет он служит солдатом в захолустном городишке и, чтобы добыть пропитание своей подруге Марии и их внебрачному сыну, вынужден подрабатывать «подопытным кроликом» местного доктора — адепта уринотерапии, который заставляет Войцека питаться одним горохом. Между тем Мария, которой наскучила жизнь с солдатом, отдаётся статному тамбурмажору. Войцек пытается урезонить соперника, но в ответ получает побои и унижения.
Рассудок покидает забитого, униженного и оскорблённого человека — его начинают посещать странные апокалиптические видения. В маковом поле земля шепчет ему «убей!», на своём языке этот приказ повторяет и ветер: «Главное — не открывать глаз!» Посреди ночи голос внушает ему: «режь! режь!» — и нож мелькает перед глазами. В конце концов Войцек покупает дешёвый ножик и, заманив Марию к озеру, исступлённо закалывает её ножом. Потом он забрасывает орудие преступления в озеро и в полумраке входит в воду, чтобы очистить свою одежду от пятен крови (а возможно, чтобы утопиться).

## Фильм и пьеса
Фильм снят по незаконченной пьесе Георга Бюхнера «Войцек» (1837, опубликована 1879). Литературная критика не пришла к единому мнению о том, в каком порядке Бюхнер предполагал расположить сохранившиеся фрагменты произведения. Фильм довольно точно следует фабуле бюхнеровской драмы, хотя последовательность сцен определял сам Херцог. Некоторые второстепенные персонажи пьесы в фильме не показаны. Идиллический общий план города с озером в начале фильма и насыщенная символизмом заключительная сцена привнесены в сценарий самим Херцогом.

## Работа над фильмом
«Войцек» завершает трилогию Херцога о приниженных, маленьких людях, к которой кинокритики также относят фильмы «Каждый за себя, а Бог против всех» (1974) и «Строшек» (1977). Как и в двух других фильмах, на главную роль сначала предполагался Бруно С., но затем режиссёр склонился к кандидатуре Кински, о чём позднее сожалел[уточнить].
Вернер Херцог и Клаус Кински экранизировали высоко ценимое Херцогом произведение Бюхнера («лучшее, что написано на нашем языке») летом 1978 года в Чехословакии (Телч), сразу после завершения ими работы над фильмом «Носферату — призрак ночи». Небольшой бюджет картины (около 900 000 немецких марок) потребовал, чтобы съёмочная группа уложилась в две недели.
Во время съёмок режиссёр экспериментировал с камерой, которая крайне статична; съёмка каждой сцены ведётся с заданной позиции, монтаж сведён к минимуму. Херцог замечает, что на весь фильм приходится всего двадцать пять склеек, обозначающих переходы между сценами. Сложность такого подхода в том, что при столь статичной камере происходящее на экране должно полностью захватывать внимание зрителя. Этого особенно трудно достичь применительно к исторической экранизации, ибо старинным пьесам несвойственно динамичное развитие действия.

## Анализ

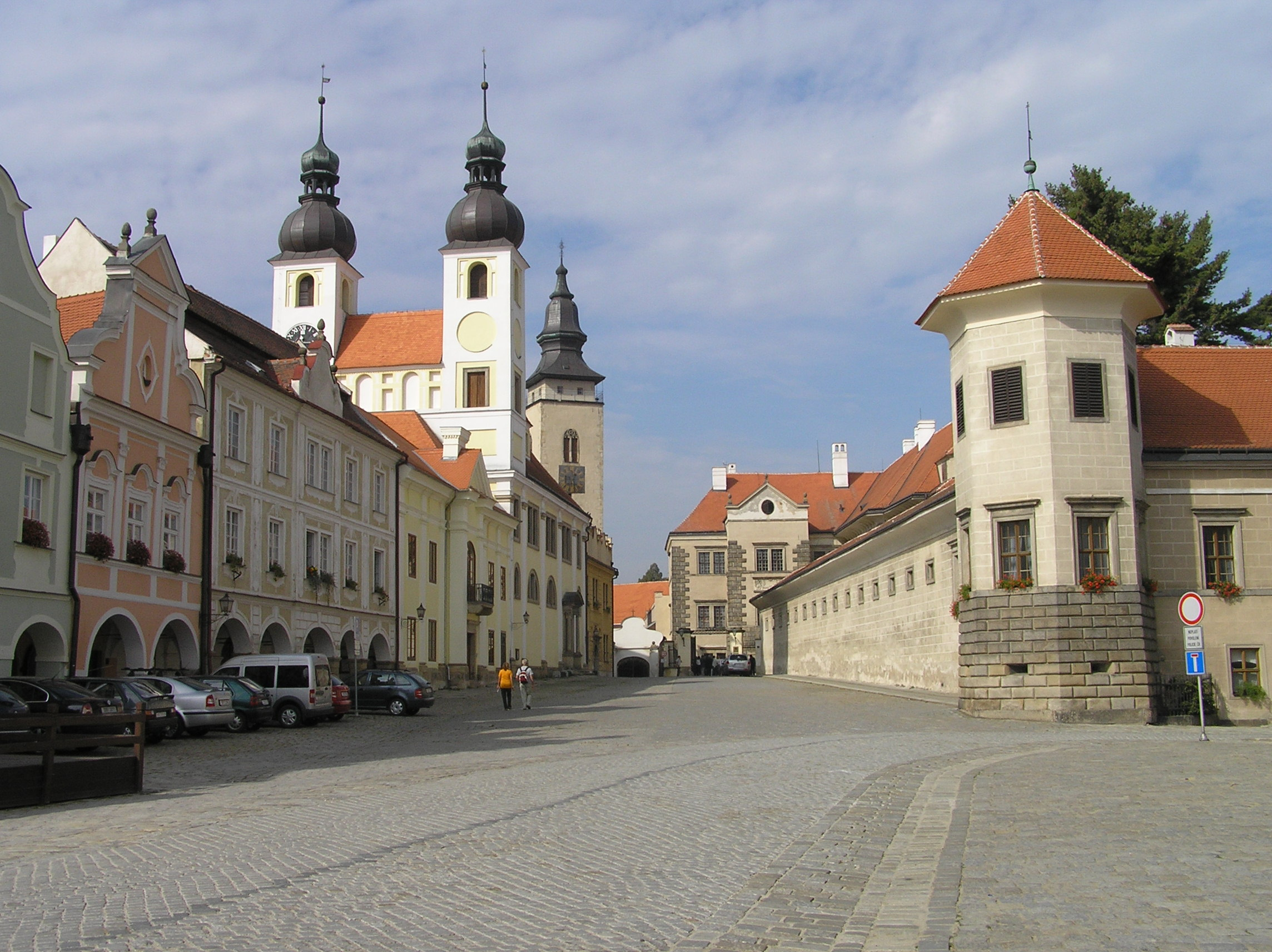
Действие фильма разворачивается на фоне улочек патриархального Телча.

Бюхнеровская пьеса содержала в себе зерно немецкого экспрессионизма, и Херцог остался верным этой традиции, заработав себе репутацию неоэкспрессиониста. Режиссёр считает, что фильм «засверкал» от прикосновения к самым «золотым вершинам немецкой культуры».
В отличие от превалирующих марксистских и фрейдистских трактовок пьесы Бюхнера, история Войцека истолкована режиссёром в русле его собственных мыслей об отношениях человека и природы, об их вечном поединке. Рассудок Войцека с трудом балансирует между человеческим и звериным началами, но под влиянием зова природы (к убийству его подстрекают почва и ветер) человеческое неумолимо истончается в нём.
Сила воздействия фильма многим обязана блистательной актёрской работе Кински. В рецензии The New York Times сказано, что от его присутствия на экране невозможно оторваться; иногда кажется, что тлеющий в нём вулкан эмоций прожжёт киноплёнку. Австрийская актриса Эва Маттес (мать дочери Херцога) за роль в этом фильме была удостоена приза в Каннах (1979).